# 安芸五日市郵便局
安芸五日市郵便局（あきいつかいちゆうびんきょく）は、広島県広島市佐伯区にある郵便局。民営化前の分類では集配普通郵便局であった。

## 概要
住所：〒731-5199 広島県広島市佐伯区五日市中央6-1-1
近隣に類似の名称を持つ「五日市郵便局」があり、混同に注意が必要である。

### 出張所（局外ATM）
民営化前は以下の場所に出張所としてATMを設置していた。現在も同じ場所にATMがあるが、管理はゆうちょ銀行広島支店となっている。
- サンリブ五日市内出張所
- 広島工業大学内出張所
- ファミリータウン広電楽々園内出張所 -  2018年10月まで「マダムジョイ楽々園店内出張所」であった。

## 沿革
- 1983年（昭和58年）2月28日 - 安芸五日市郵便局として、佐伯郡五日市町中央六丁目に開局[1]。廿日市郵便局および寺田郵便局[2]から五日市町（当時）内一円の集配業務を移管。
- 2000年（平成12年）8月14日 - 外国通貨の両替および旅行小切手の売買に関する業務取扱を開始。
- 2007年（平成19年）10月1日 - 民営化に伴い、併設された郵便事業安芸五日市支店に一部業務を移管。
- 2012年（平成24年）10月1日 - 日本郵便株式会社発足に伴い、郵便事業安芸五日市支店を安芸五日市郵便局に統合。

## 取扱内容
- 郵便、印紙、ゆうパック、内容証明
- 貯金、為替、振替、振込、国際送金、国債、投資信託
- 生命保険、バイク自賠責保険、自動車保険、変額年金保険
- ゆうちょ銀行ATM
- 広島市佐伯区内の一部地域（旧五日市町域：〒731-51xx）の集配業務
- ゆうゆう窓口

## 周辺
- 広島市佐伯区民文化センター・佐伯区図書館
- 造幣局広島支局

## アクセス
- JR山陽本線 五日市駅、広島電鉄宮島線 広電五日市駅から徒歩約25分
- 広電バス 佐伯区民文化センター前停留所下車
- 国道2号西広島バイパス 五日市ランプからすぐ
- 駐車場あり：17台